# Ascalaphus barbarus
Ascalaphus barbarus là một loài côn trùng trong họ Ascalaphidae thuộc bộ Neuroptera. Loài này được Linnaeus miêu tả năm 1767.